# Perrozompopo
Ramón Armando Mejía Fitoria (Managua, 21 de diciembre de 1971), también conocido como Ramón Mejia o Perrozompopo, es un cantautor, compositor y cantante nicaragüense, cuyas composiciones varían entre el rock con matices pop, ska y canción denuncia latinoamericana. 
Se caracteriza por la mezcla de ritmos latinos que incluye reggae, la música brasileña, la trova latinoamericana y otras influencias como el rap. Actualmente es de los artistas centroamericanos más reconocidos.
Ha producido dos materiales junto con su banda de música, el primero llamado «Romper El Silencio» y una segunda producción realizada por Papaya Music de Centroamérica bajo el nombre «Quiero Que Sepas».
En su primer disco, Perrozompopo se interesa por temas como la desigualdad económica, la corrupción política, la pobreza, la drogadicción y la marginalidad. Las canciones favoritas de este álbum son "Entrerremolinos", "Perrozompopo", "Romper El Silencio" y el tema "Cuando tardas y demoras", de su composición que ha sido interpretado por artistas como Katia Cardenal del Dúo Guardabarranco.
Su segundo álbum, plantea una visión de las mujeres de Nicaragua y Costa Rica, e incluye un tema especial llamado "Las Hijas del Sol" dedicado a las desaparecidas de Ciudad Juárez (México). Su denuncia sobre las necesidades y la realidad política de Nicaragua se estampa en la canción "Me Hubiera Gustado" y en el tema "Ríos de gente" que reflexiona sobre la problemática de la migración.

## Biografía
Ramón Mejía, Perrozompopo, más que un cantautor, se desarrolla bajo el concepto de comunicador social, usando la música como herramienta para contar las historias de las calles de Managua. Es parte de la nueva generación de artistas nicaragüenses que piensan su país en cada una de las obras que crean.
Proviene de una familia de músicos forjadores y constructores de la música nicaragüense: la familia Mejía Godoy (Carlos y Luis).

### Su infancia
Hijo de Francisco "Chico Luis" Mejía desde muy chico cantaba, se interesaba mucho en la música y vivía rodeado de ella. Y no solo de música, sino de arte en general. Su padre es pintor. Uno de sus hermanos por parte de padre es Luis Enrique, el salsero. Su madre se llama Daysi Julia Fitoria Martínez y es una de las personas que más lo ha apoyado en su carrera.
Su niñez fue muy interesante, vivió procesos que hicieron que los miembros de su generación en Nicaragua maduraran más rápido. Todos esos conflictos de una u otra manera le cambiaron la perspectiva de la vida.

## Perrozompopo y los Bandoleros
Perrozompopo como prefiere que le llamen, empezó a lidiar con el nervio de estar en un escenario en 1995. Cuatro años más tarde armó un grupo y comenzó a escribir con mayor frecuencia.
En el 2000 se fue con Augusto y Carlos Luis Mejía (sus primos) a España, para ofrecer una serie de conciertos. Esta idea surgió con la necesidad de mezclar el tema de cantautor y la sonoridad de una banda, mezclar varias cosas para poder darles un color particular y que fuese nicaragüense, y poder contar cosas con todas las influencias que se tienen en un país centroamericano. 
Ramón Mejía pasó de tocar solo con guitarra a compartir con varios compañeros, que también tenían inquietudes de Cómo hacer música nicaragüense y En Qué podían colaborar para que la cultura no se perdiera.
Los Bandoleros son guitarra, violín, batería, bajo, percusión y teclados, más la guitarrita que toca Mejía y las canciones. Con este concepto no solo se hace música, sino que se cuenta un poco la historia que vive la gente de Nicaragua, por qué duelen algunas cosas, qué pasa en Nicaragua, por qué está en vías de desarrollo, qué pasa con la violencia y ese tipo de temas que, por más que parezcan trillados, ellos creen que es muy importante seguirlos exponiendo pues todavía se vive con muchas dificultades y hay que hacer conciencia de eso. 

## Romper el Silencio
Seis años pasaron 1999 - 2005 desde que el cantautor Ramón Mejía, conocido como Perrozompopo, se planteó la idea de hacer un disco en estudio con sus temas más emblemáticos. Cuando lo tuvo entre sus manos, sintió que más que un álbum tenía su mejor tarjeta de presentación. Tuvo que hacer varios conciertos para recoger dinero y pagar los costos de producción y grabación.
"Creo que (Romper el silencio) es un disco que... lo digo por desgracia ¡no!... que muy poca gente puede hacer. Me refiero al nivel de producción y la calidad de los músicos. Hablo de un buen estudio en España (donde fue grabado), de la mezcla, masterización y del diseño que también fueron hechos allí."
Romper el silencio fue grabado en Zaragoza, España, con la ayuda de Ideay Promotores y el ayuntamiento de esa ciudad, que facilitó su estudio Delicias Discográficas. Los doce (12) temas evidencian un trabajo arduo en la sonoridad. Canciones como "Entre remolinos", "Nos quieren dejar sin pinol" y "La Tula cuecho" —por mencionar algunas— no suenan como siempre han sonado porque Mejía tuvo la oportunidad de hacerles un arreglo distinto al original. Antes solo había podido ponerle mente a las letras.

### El nombre
Ramón Mejía confesó que lleva el nombre de «Romper el silencio», no solo por ser su primer disco, sino 
"porque los temas tienen que ver con una cuestión política de Nicaragua con la que, según él, todos tenemos que romper el silencio."
La portada fue hecha en un pueblo de Zaragoza y consiste en una fotografía donde aparece él sentado en una silla, con la mirada hacia el cielo y a la orilla de un portón de madera que está cerrado. 
"Tiene que ver con el título del disco que tiene una connotación de que todo está cerrado, que no hay salida, pero que a pesar de eso hay mucha luz."
Para Perrozompopo esta producción tiene la oportunidad de ser un verdadero disco. 
"Es un material conceptualizado, pensado y armado. Un disco al fin. Debilidades no sé si tenga, eso es muy subjetivo. Quizá hubo alguna al momento de producirlo pero no está reflejada en el producto final."

### Producción
Este álbum cuenta con Augusto Mejía en el bajo, la percusión y coros; Juan Millán en la batería y Gabi Martínez en la guitarra eléctrica. Quique Mavilla colaboró en el órgano, piano y teclados; Jaime Lapeña en el violín y viola; Nando Lope en el berimbau y didjeridoo y Mariano Chueca en la voz del tema Cuando tardas y demoras. Roberto del Pino, Jorge Rodríguez, Leonel Viera y Karel Méndez, del grupo cubano Vocal Tempo, intervinieron en los coros.
"Se usaron diferentes tipos de guitarras para sacar un mejor sonido, se utilizaron buenos amplificadores... en fin, cuando tenés gente y tiempo para hacer algo bueno, hacélo. En este caso conté con un productor musical, uno artístico, un ingeniero de sonido. Es así como debe grabarse un disco."
Pero la dinámica de los temas es la misma, al igual que las letras y las intenciones.

### Lista de canciones
| Nicaragua |                               |       |
| 1         | "Quiere a tu País"            | 04:11 |
| 2         | "Perrozompopo"                | 03:32 |
| 3         | "Berekum"                     | 03:49 |
| 4         | "Cuando Tardas y Demoras"     | 03:16 |
| 5         | "Cuando me Corta tu filo"     | 04:52 |
| 6         | "Fantasma Kamaleon"           | 04:45 |
| 7         | "Y el aire vuelve al aire"    | 02:55 |
| 8         | "Nos Quieren dejar sin Pinol" | 03:21 |
| 9         | "Romper el silencio"          | 03:16 |
| 10        | "Entre Remolinos"             | 03:28 |
| 11        | "Anclado al Aire"             | 03:02 |
| 12        | "La Tula Cuecho"              | 03:10 |
| 12        | "El perro de tu tia"          | 03:10 |

## Sencillos
El tema Entre Remolinos se convirtió en todo un éxito en las radios nacionales nicaragüenses, compitiendo en ese entonces con artistas de la talla de Britney Spears, los recién reunidos Backstreet Boys, entre otros artistas; sin embargo, el cantautor nicaragüense no solo conquistó al público nicaragüense igual lo hizo con el público de Costa Rica, en donde también llegó a los primeros lugares en las radios nacionales de ese país. Al final "Entre Remolinos" se convirtió en una de las canciones más escuchadas del año 2005 en Nicaragua llegando en algunas radios a posicionarse entre los primeros diez lugares.

## Tercer Álbum
En enero de 2008 dejó Nicaragua para residir en Italia. Su decisión tuvo muchas razones, pero la principal es quizá el amor que siente por su entonces esposa, quien es italiana y lo acompañaba en su aventura musical.
Pero además del amor, Perrozompopo tuvo hasta razones políticas para haberse alejado de Nicaragua y tomar el riesgo de empezar de cero en Italia. 
"Nicaragua está un proceso político que no lo quiero vivir. Yo creo que se están llevando mal las cosas y se nota en cómo está el país. No hay apoyo ni del gobierno ni de la empresa privada en temas de cultura, y eso lo desgasta a uno; no sé cómo ha hecho el resto de artistas de generaciones mucho mayores que nosotros para seguir con esa convicción."
Desde ese tiempo Perrozompopo lleva entre sus planes grabar su tercer material discográfico, el cual llevará por nombre "El país de la mentira", un disco bastante político, mucho más que los otros.
"Como músico mi propósito es intercambiar con colegas europeos, de quienes pueda aprender cosas nuevas, mi mayor aspiración es contribuir a la música nicaragüense nada más."
Perrozompopo ha dicho que su mayor ejemplo en este su andar musical son sus tíos Carlos y Luis Enrique Mejía Godoy.
"Voy a buscar hacer otras cosas en España y en Italia; además, quiero ir a grabar ese disco allá, con otro tipo de influencias”, es lo que dijo en el tiempo que él decidía irse a vivir a Italia."